# Kiyohiro Hirabayashi
Kiyohiro Hirabayashi (japanisch 平林 輝良寛 Hirabayashi Kiyohiro; * 4. Juni 1984 in der Präfektur Aichi) ist ein ehemaliger japanischer Fußballspieler.

## Karriere
Hirabayashi erlernte das Fußballspielen in der Jugendmannschaft von Nagoya Grampus Eight. Seinen ersten Vertrag unterschrieb er 2003 bei den Nagoya Grampus Eight. Der Verein spielte in der höchsten Liga des Landes, der J1 League. Für den Verein absolvierte er 14 Erstligaspiele. 2006 wechselte er zum Zweitligisten Sagan Tosu. Für den Verein absolvierte er zwei Ligaspiele. Danach spielte er bei den FC Kariya, Zweigen Kanazawa und Renofa Yamaguchi FC. Ende 2016 beendete er seine Karriere als Fußballspieler.